# ジョン・ラウドン

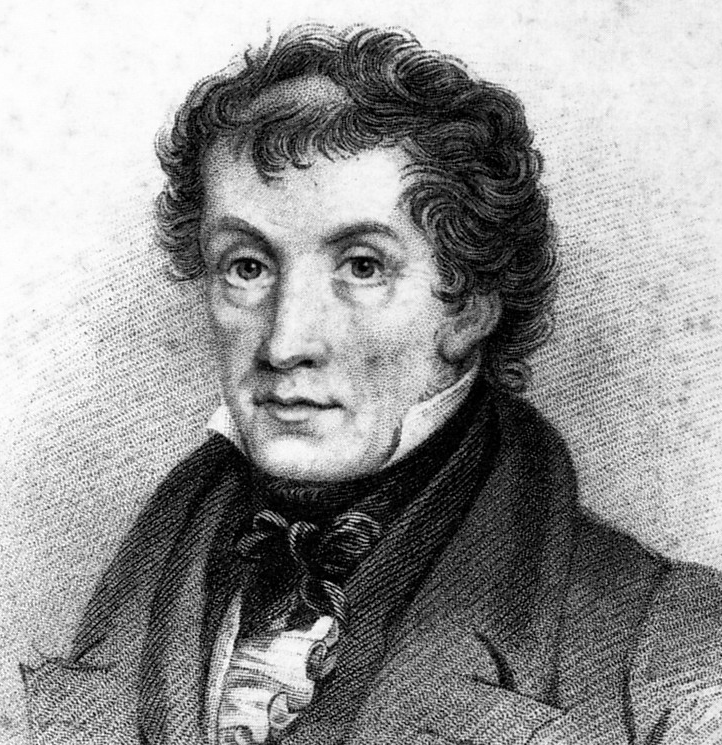
ジョン・クラウディス・ラウドン

ジョン・クラウディス・ラウドン（John Claudius Loudon 1783年4月8日 - 1843年12月14日）は、英国の造園家。1830年代のイギリスのランドスケープ・デザイナーとして大変著名な人物である。19世紀初頭から英国で出現した新しい庭園スタイルとして提唱された「ガードネスク」（またはガーデネスク)の中心人物となった。
彼は富裕層の住宅庭園の設計で有名になり、後には作家としても有名になった人物である。

## 生涯
1783年にスコットランドのキャンバスラングに農家の長男として生まれる。早くから植物に興味があり、あるとき西インド諸島の叔父からタマリンドが送られてきたが、自分の分け前を兄弟に譲る代わりにその種子をもらって育てたという。
1794年、エディンバラに出て種苗店の徒弟となり、働きながらエディンバラ大学の聴講生として農学・植物学・化学を学ぶ。1803年にロンドンに移り、風景式庭園の設計者としてデビューする。煤煙に覆われた不健康な環境にあった当時のロンドンの緑化に関心をもったラウドンは、庭園設計の傍ら、造園・園芸・農業に関する書籍を次々に発表した。
1806年、リューマチ熱を発症し、膝関節が膠着し右腕が萎縮してしまう。一時の静養期間を経て1811年にロンドンに戻り執筆活動を再開する。1813年にはヨーロッパ諸国を巡る旅に出て、植物学者たちと交流を持ち見聞を深めた。
総合的な園芸書の出版を目標としたラウドンは1819年に西ヨーロッパ諸国を巡る取材旅行を行い、1822年に『造園百科事典』を出版した。『造園百科事典』の執筆期間中にリューマチの病状が悪化し、1825年には右手を切断する事態に至った。しかし、ラウドンの活動意欲は衰える事が無く、その後の1826年には庭に関する総合的な啓蒙雑誌である『ガーデナーズ・マガジン』を発刊し、創刊号は4000部を売り上げた。『ガーデナーズ・マガジン』は季刊誌から始まり、1827年には隔月刊、1831年からは月刊誌となった。
1830年、小説家のジェイン・ウェッブと結婚する。
1838年にブリテン島の全樹木を網羅した『イギリスの樹木と灌木』を出版するが、経費のかかりすぎにより約一万ポンドの負債を作ってしまう。ラウドンの心痛は大きく、体調の悪い中で精力的に仕事を続けるも、前年に罹病した肺炎が悪化し1843年12月14日に自宅にて死去した。

## 業績・評価
庭園デザインは19世紀にはいると、かつてランスロット・ブラウンが示した自然風景式でデザインされた庭園は非常に単調な手法に見え、これに飽き足らなくなった一派はもっと絵画美術のような庭を求める傾向が出現する。これが後にピクチャレスク派と呼ばれ、フォリーが流行、ゴシック趣味をもちこんだうえ、同時代の代表的な造園家であるハンフリー・レプトンなどに論争を仕掛けたりした。
豊かな経済力をもった当時の英国では、プラントハンターを出現させ、栽培技術も向上し、身近な場所で珍種できらびやかな草花を育てたいという傾向が強くなっていった。そういった時代背景から、園芸専門家がもっぱら腕のほどを示す庭作りを目指した。これがピクチャレスクの言葉に対比させて、ガードネスクという名称で呼ばれることとなる。そうした庭園デザインの中心に位置していたのがラウドンであった。
また思想の中でも特に重要なのはロンドンの広域的な地域計画を示した点で、この計画ではテムス川沿いのウエストミンスター寺院を中心に,市街のリングと田園地帯のリングが描かれている。このような同心円状のダイアグラムを用いることでラウドンは市街地だけでは人々は生活できないこと,また田園地帯だけでも生活は成り立たないことを示そうとしたのである。両者がともに重要であるという考え方は1830年当時には大変重要な考え方とされ、現在でも注目すべき思想であるとみられる。
ラウドンが19世紀の園芸に及ぼした大きな影響のひとつに、温室の改良への言及がある。ラウドンの温室への関心はそのキャリアの初期にすでに始まっており、温室を利用した植物の栽培法や、新技術を取り入れた新しい形の温室を提案し続けた。1830年代に大型の板ガラスの工場生産が始まり、1845年にガラス税が廃止されたことによってイギリスでは大温室が流行した。
ラウドンが1822年に出版した『造園百科事典』は植物誌、植物学、庭園設計、庭園史を網羅する1500ページに及ぶ大著であり、園芸家のバイブル的存在として改訂・補充を加えながら1870年代まで版を重ねた。
努力と才能の力で身を起こし名声と地位を得たラウドンの成功談は、立志伝中の人物としてサミュエル・スマイルズの『自助論』に収められている。